# Weldon (Caroline du Nord)
Weldon est une ville américaine située dans le comté de Halifax en Caroline du Nord. En 2010, sa population était de 1 655 habitants.

## Démographie
| 1870 | 1880 | 1890  | 1900  | 1910  | 1920  |
| ---- | ---- | ----- | ----- | ----- | ----- |
| 208  | 932  | 1 286 | 1 433 | 1 999 | 1 872 |

| 1930  | 1940  | 1950  | 1960  | 1970  | 1980  |
| ----- | ----- | ----- | ----- | ----- | ----- |
| 2 323 | 2 341 | 2 295 | 2 165 | 2 304 | 1 844 |

| 1990  | 2000  | 2010  | - | - | - |
| ----- | ----- | ----- | - | - | - |
| 1 392 | 1 374 | 1 655 | - | - | - |

## Source de la traduction
- (en) Cet article est partiellement ou en totalité issu de l’article de Wikipédia en anglais intitulé « Weldon, North Carolina » (voir la liste des auteurs).